# Cult (Album)
Cult ist das dritte Studioalbum der finnischen Cello-Rockband Apocalyptica. Cult erschien 2000 beim Musiklabel Island Records und wird gelegentlich dem Genre Metal zugerechnet. Sie selbst bevorzugen den Titel Cello Rock.

## Musikstil
Zum ersten Mal verwenden Apocalyptica auf diesem Album auch Perkussion. Die Celli ertönen hier auch zum ersten Mal verzerrt.
Insgesamt ist das Album eine Gratwanderung zwischen Metal und Klassik. Die Melodien zeigen gewisse Ähnlichkeiten zu den Liedern Sepulturas und Metallicas, z. B. erinnert die Melodie von Path an Master of Puppets. Die Songs Fight Fire with Fire und Until It Sleeps wurden direkt von Metallica übernommen. Im Gegensatz zu den Vorgängeralben sind nur noch  drei Coverversionen enthalten: die beiden erwähnten Metallica-Lieder und Hall of the Mountain King von Edvard Grieg. 

## Titelliste
- Path – 3:08
- Struggle – 3:26
- Romance – 3:27
- Pray! – 4:22
- In Memoriam – 4:41
- Hyperventilation – 4:25
- Beyond Time – 3:57
- Hope – 3:25
- Kaamos – 4:41
- Coma – 6:46
- Hall of the Mountain King – 3:27
- Until It Sleeps – 3:14
- Fight Fire with Fire – 3:25

## Cult Special Edition
Im Jahr 2001 gab Island Records eine Doppel-CD heraus. Auf der CD 2 befinden sich 3 Live-Mitschnitte (Harmageddon, Nothing Else Matters und Inquisition Symphony) von einem Konzert aus München, Oktober 2000. Des Weiteren sind die Lieder Path vol. 2 mit Sandra Nasić (Guano Apes) und Hope vol. 2 mit Matthias Sayer (Farmer Boys) neu aufgenommen.

## Charterfolge
Cult erreicht in der 23. Kalenderwoche 2000 Chartplatz 24 in Deutschland.